# Munetaka

Keizerlijke zegel van Japan.

Prins Munetaka (宗尊親王; 15 december 1242 – 2 september 1274) was de zesde shogun (1252-1266) van het Japanse Kamakura-shogunaat. Hij was de oudste zoon van keizer Go-Saga en de vader van de zevende shogun, prins Koreyasu.
Munetaka was slechts in naam de machthebber in Japan, in feite was hij slechts een stroman. De macht tijdens zijn heerschappij was in handen van de shikken (regent) van de Hojo-clan.
Munetaka werd reeds op tienjarige leeftijd de zesde shogun, nadat zijn voorganger Kujo Yoritsugu was afgezet. Hij besteedde zijn tijd vooral aan het schrijven van poëzie (waka). Hij werd in 1266 afgezet en opgevolgd door zijn tweejarige zoon Koreyasu.

## Tijdperken
De jaren van het shogunaat van Yoriie vallen binnen meerdere Japanse perioden:
- Kenchoperiode (1249-1257)
- Kogenperiode (1256-1257)
- Shokaperiode (1257-1259)
- Shogenperiode (1259-1260)
- Bun'operiode (1260-1261)
- Kochoperiode (1261-1264)
- Bun'eiperiode (1264-1275)